# Myrteta icuncula
Myrteta icuncula är en fjärilsart som beskrevs av Louis Beethoven Prout 1926. Myrteta icuncula ingår i släktet Myrteta och familjen mätare. Inga underarter finns listade i Catalogue of Life.